# 阿格滕

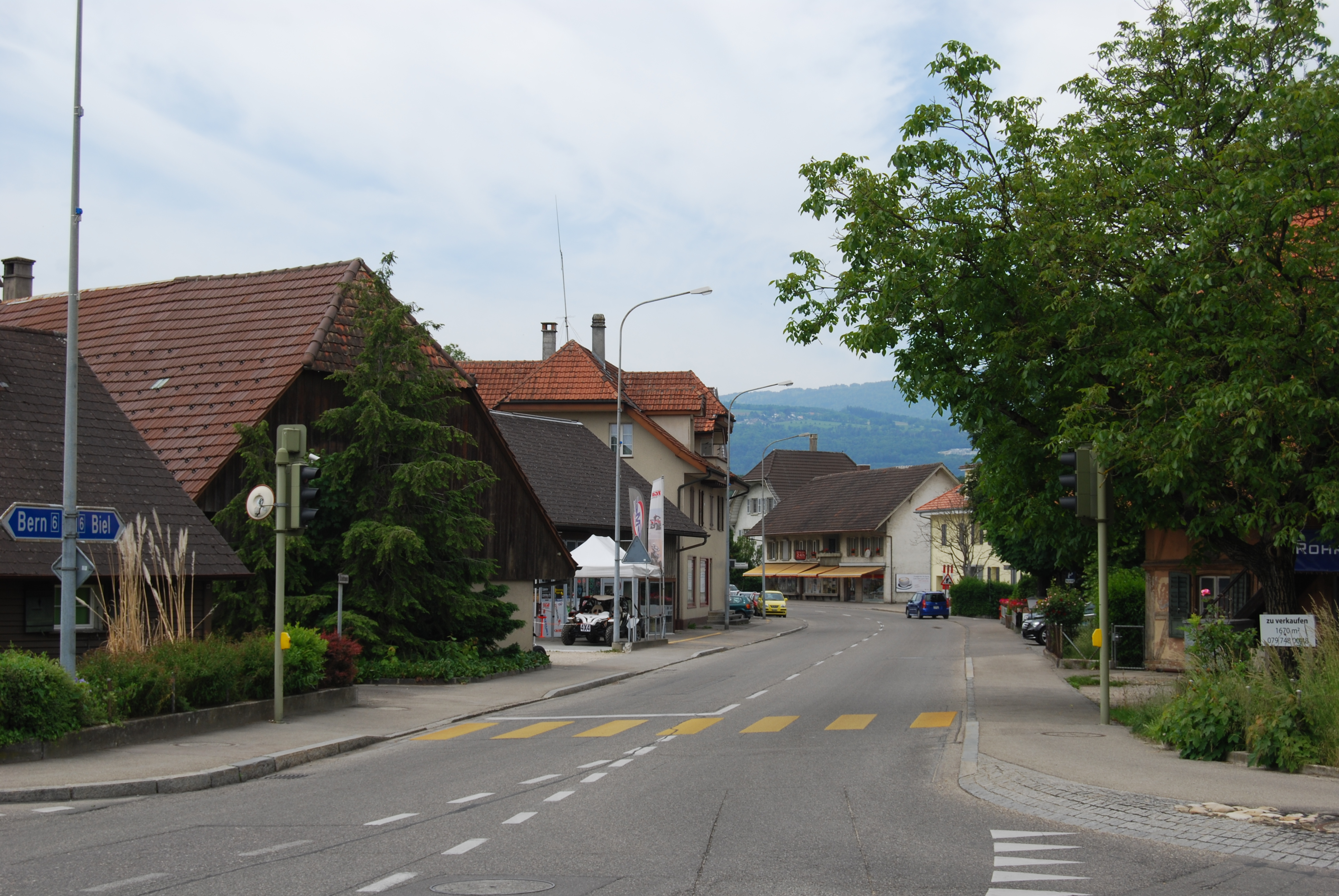

阿格滕是瑞士的城鎮，位於該國中部，由伯恩州負責管轄，面積2.17平方公里，三成半土地是農地，海拔高度437米，2011年人口1,729，人口密度每平方公里797人。

## 外部連結
- Official statistics for Swiss municipalities （德文）